# Angolan Basketball League
L'Angolan Basketball League (in portoghese: Campeonato Nacional de Basquetebol em Séniores Masculinos), conosciuta anche per motivi di sponsorizzazione come Unitel Basket, è la massima divisione professionistica del campionato angolano di pallacanestro. Amministrato ed organizzato dalla Federaçao Angolana de Basquetebol (FAB), è composta da 12 squadre..
Il Primeiro de Agosto è il club di maggior successo con un totale di 19 titoli vinti, seguito dal Petro Atlético con 17 campionati; il Pedro di Luanda è anche la squadra che attualmente detiene il titolo avendo conquistato la vittoria nell'edizione 2023-2024, il quinto titolo consecutivo vinto dal club.
I campioni di ogni stagione della Unitel Basket si qualificano direttamente per la Basketball Africa League (BAL).

## Squadre partecipanti
Di seguito è riportato l'elenco delle squadra per la stagione 2023-2024:
| Squadra            | Città                |
| ------------------ | -------------------- |
| Akiras Academy     | Uíge                 |
| ASA                | Luanda               |
| Amigos de Benguela | Benguela             |
| Porto do Lobito    | Lobito               |
| Jesus Cristo       | Viana                |
| Interclube         | Luanda (Rocha Pinto) |
| Interclube B       | Luanda (Rocha Pinto) |
| Petro Atlético     | Luanda (Eixo Viário) |
| Petro Atlético B   | Luanda (Eixo Viário) |
| Primeiro de Agosto | Luanda               |
| Vila Clotilde      | Luanda (Maculusso)   |
| Desportivo Kwanza  | Luanda               |

## Prima dell'indipendenza
L'Angola fino al fino 1975, anno in cui ottenne l'indipendenza, era una colonia del Portogallo, ma fu solo nel 1963 che la Liga Portuguesa de Basquetebol iniziò a includere anche i club provenienti dalle províncias ultramarinas (province d'oltremare) di Angola e Mozambico. Questo nuovo formato inizialmente prevedeva la partecipazione della squadra che si aggiudicava la vittoria del Campeonato Metropolitano in Portogallo e di una squadra per ciascuna delle provincie d'oltremare, per poi cambiare dopo le prime tre edizioni, a due squadre partecipanti per la regione che ospitava la competizione e una da ciascuna delle altre due località, che si affrontavano in un torneo all'italiana (poi a doppio girone) per determinare il campione del Portogallo. Il campionato si svolgeva alternativamente in ognuna delle tre capitali: Luanda (Angola), Lourenço Marques (Mozambico) e Lisbona/Porto (Portogallo).
Dal 1963 al 1974 si disputarono 12 campionati, con un solo club angolano che riuscì a vincere il titolo: il Benfica de Luanda nell'edizione del 1967.
| Stagione | Sede             | Campione                     | Risultato     | Secondo posto                | Terzo posto                  | Risultato   | Quarto posto             |
| -------- | ---------------- | ---------------------------- | ------------- | ---------------------------- | ---------------------------- | ----------- | ------------------------ |
| 1962-63  | Lisboa           | Benfica de Lisboa            | 64–53         | Desportivo de L.Marques      | Atlético de Nova Lisboa      |             |                          |
| 1963-64  | Luanda           | Benfica de Lisboa            | 54–44         | Desportivo de L.Marques      | ?                            |             |                          |
| 1964-65  | Lourenço Marques | Benfica de Lisboa            | 59–54         | Sporting de Lourenço Marques | Sporting de Luanda           |             |                          |
| 1965-66  | Lisboa           | Sporting de Lourenço Marques | 79–78         | Benfica de Lisboa            | Sporting de Portugal         | 76–69       | Sporting de Benguela     |
| 1966-67  | Luanda           | Benfica de Luanda            | –             | Académica de Coimbra         | Sporting de Lourenço Marques | –           | Ferroviário de Moçâmedes |
| 1967-68  | Lourenço Marques | Sporting de Lourenço Marques | 70–58         | Desportivo de L.Marques      | Banco Pinto Magalhães        | 81–63       | Benfica de Luanda        |
| 1968-69  | Lisboa           | Sporting de Portugal         | 80–52 74–45   | Desportivo de L.Marques      | Académica de Coimbra         | 64–62 81–61 | Sporting de Luanda       |
| 1969-70  | Luanda           | Benfica de Lisboa            | 63–68 78–77   | Sporting de Lourenço Marques | Benfica de Luanda            | 74–68 74–46 | Belenenses de Luanda     |
| 1970-71  | Lourenço Marques | Sporting de Lourenço Marques | 69–65 62–65   | Desportivo de L.Marques      | Sporting de Portugal         | 88–64 60–79 | Benfica de Luanda        |
| 1971-72  | Porto            | F.C. do Porto                | 99–84 84–85   | Sporting de Lourenço Marques | Académica de Coimbra         | 94–77 88–72 | Benfica de Luanda        |
| 1972-73  | Luanda           | Sporting de Lourenço Marques | 89–101 102–77 | Benfica de Lisboa            | Sporting de Luanda           | 55–50 71–62 | F.C. de Luanda           |
| 1973-74  | Lourenço Marques | C.D. Malhangalene            | 78–82 80–66   | Sporting de Lourenço Marques | Benfica de Lisboa            | 97–82 85–65 | F.C. de Luanda           |

## Albo d'oro
| 1978–79 | Ferroviario de Luanda                         | sconosciuto                                   | -                                             | sconosciuto                                   |                                               |                                               |                                               |                                               |                                               |                                               |
| 1979–80 | ASA                                           | sconosciuto                                   | -                                             | sconosciuto                                   |                                               |                                               |                                               |                                               |                                               |                                               |
| 1980–81 | Primeiro de Agosto                            | sconosciuto                                   | -                                             | sconosciuto                                   |                                               |                                               |                                               |                                               |                                               |                                               |
| 1981–82 | Sporting de Luanda                            | sconosciuto                                   | -                                             | sconosciuto                                   |                                               |                                               |                                               |                                               |                                               |                                               |
| 1982–83 | Primeiro de Agosto                            | sconosciuto                                   | -                                             | sconosciuto                                   |                                               |                                               |                                               |                                               |                                               |                                               |
| 1983–84 | Sporting de Luanda                            | sconosciuto                                   | -                                             | sconosciuto                                   |                                               |                                               |                                               |                                               |                                               |                                               |
| 1984–85 | Primeiro de Agosto                            | sconosciuto                                   | -                                             | sconosciuto                                   |                                               |                                               |                                               |                                               |                                               |                                               |
| 1985–86 | Primeiro de Agosto                            | sconosciuto                                   | -                                             | sconosciuto                                   |                                               |                                               |                                               |                                               |                                               |                                               |
| 1986–87 | Primeiro de Agosto                            | sconosciuto                                   | -                                             | sconosciuto                                   |                                               |                                               |                                               |                                               |                                               |                                               |
| 1987–88 | Primeiro de Agosto                            | sconosciuto                                   | -                                             | sconosciuto                                   |                                               |                                               |                                               |                                               |                                               |                                               |
| 1988–89 | Petro Atlético                                | sconosciuto                                   | -                                             | sconosciuto                                   |                                               |                                               |                                               |                                               |                                               |                                               |
| 1989–90 | Petro Atlético                                | sconosciuto                                   | -                                             | sconosciuto                                   |                                               |                                               |                                               |                                               |                                               |                                               |
| 1990–91 | Primeiro de Agosto                            | sconosciuto                                   | -                                             | sconosciuto                                   |                                               |                                               |                                               |                                               |                                               |                                               |
| 1991–92 | Petro Atlético                                | sconosciuto                                   | -                                             | sconosciuto                                   |                                               |                                               |                                               |                                               |                                               |                                               |
| 1992–93 | Petro Atlético                                | sconosciuto                                   | -                                             | sconosciuto                                   |                                               |                                               |                                               |                                               |                                               |                                               |
| 1993–94 | Petro Atlético                                | sconosciuto                                   | -                                             | sconosciuto                                   |                                               |                                               |                                               |                                               |                                               |                                               |
| 1994–95 | Petro Atlético                                | sconosciuto                                   | -                                             | sconosciuto                                   |                                               |                                               |                                               |                                               |                                               |                                               |
| 1995–96 | ASA                                           | sconosciuto                                   | -                                             | sconosciuto                                   |                                               |                                               |                                               |                                               |                                               |                                               |
| 1996–97 | ASA                                           | sconosciuto                                   | -                                             | sconosciuto                                   |                                               |                                               |                                               |                                               |                                               |                                               |
| 1997–98 | Petro Atlético                                | sconosciuto                                   | -                                             | sconosciuto                                   |                                               |                                               |                                               |                                               |                                               |                                               |
| 1998–99 | Petro Atlético                                | Primeiro de Agosto                            | 4-0                                           | Wlademiro Romero                              |                                               |                                               |                                               |                                               |                                               |                                               |
| 1999–00 | Primeiro de Agosto                            | Petro Atlético                                | 4-2                                           | Mário Palma                                   |                                               |                                               |                                               |                                               |                                               |                                               |
| 2000–01 | Primeiro de Agosto                            | Petro Atlético                                | 4-2                                           | Mário Palma                                   |                                               |                                               |                                               |                                               |                                               |                                               |
| 2001–02 | Primeiro de Agosto                            | Interclube                                    | 4-0                                           | Mário Palma                                   |                                               |                                               |                                               |                                               |                                               |                                               |
| 2002–03 | Primeiro de Agosto                            | Petro Atlético                                | 4-0                                           | Mário Palma                                   |                                               |                                               |                                               |                                               |                                               |                                               |
| 2003–04 | Primeiro de Agosto                            | Petro Atlético                                | 4-2                                           | Mário Palma                                   |                                               |                                               |                                               |                                               |                                               |                                               |
| 2004–05 | Primeiro de Agosto                            | Interclube                                    | 4-1                                           | Jaime Covilhã                                 |                                               |                                               |                                               |                                               |                                               |                                               |
| 2005–06 | Petro Atlético                                | Primeiro de Agosto                            | Formato a gironi                              | Alberto de Carvalho                           |                                               |                                               |                                               |                                               |                                               |                                               |
| 2006–07 | Petro Atlético                                | Primeiro de Agosto                            | 88-78                                         | Alberto de Carvalho                           |                                               |                                               |                                               |                                               |                                               |                                               |
| 2007–08 | Primeiro de Agosto                            | Petro Atlético                                | Formato a gironi                              | Luís Magalhães                                |                                               |                                               |                                               |                                               |                                               |                                               |
| 2008–09 | Primeiro de Agosto                            | Petro Atlético                                | Final Four                                    | Luís Magalhães                                | [ 8 ]                                         |                                               |                                               |                                               |                                               |                                               |
| 2009–10 | Primeiro de Agosto                            | Libolo                                        | Final Four                                    | Luís Magalhães                                | [ 9 ]                                         |                                               |                                               |                                               |                                               |                                               |
| 2010–11 | Petro Atlético                                | Libolo                                        | Final Four                                    | Alberto Babo                                  | [ 11 ]                                        |                                               |                                               |                                               |                                               |                                               |
| 2011–12 | Libolo                                        | Primeiro de Agosto                            | Final Four                                    | Raúl Duarte                                   |                                               |                                               |                                               |                                               |                                               |                                               |
| 2012–13 | Primeiro de Agosto                            | Libolo                                        | Final Four                                    | Paulo Macedo                                  |                                               |                                               |                                               |                                               |                                               |                                               |
| 2013–14 | Libolo                                        | Primeiro de Agosto                            | Final Four                                    | Norberto Alves                                | [ 13 ]                                        |                                               |                                               |                                               |                                               |                                               |
| 2014–15 | Petro Atlético                                | Libolo                                        | 4-3                                           | Lazare Adingono                               | [ 14 ]                                        |                                               |                                               |                                               |                                               |                                               |
| 2015–16 | Primeiro de Agosto                            | Libolo                                        | 4-1                                           | Ricard Casas Gurt                             | [ 15 ]                                        |                                               |                                               |                                               |                                               |                                               |
| 2016–17 | Libolo                                        | Petro Atlético                                | 4-0                                           | Hugo López                                    |                                               |                                               |                                               |                                               |                                               |                                               |
| 2017–18 | Primeiro de Agosto                            | Petro Atlético                                | 4-1                                           | Paulo Macedo                                  |                                               |                                               |                                               |                                               |                                               |                                               |
| 2018–19 | Petro Atlético                                | Primeiro de Agosto                            | 4-2                                           | Lazare Adingono                               |                                               |                                               |                                               |                                               |                                               |                                               |
| 2019–20 | Cancellata a causa della Pandemia da COVID-19 | Cancellata a causa della Pandemia da COVID-19 | Cancellata a causa della Pandemia da COVID-19 | Cancellata a causa della Pandemia da COVID-19 | Cancellata a causa della Pandemia da COVID-19 | Cancellata a causa della Pandemia da COVID-19 | Cancellata a causa della Pandemia da COVID-19 | Cancellata a causa della Pandemia da COVID-19 | Cancellata a causa della Pandemia da COVID-19 | Cancellata a causa della Pandemia da COVID-19 |
| 2020–21 | Petro Atlético                                | Interclube                                    | 3-0                                           | José Neto                                     |                                               |                                               |                                               |                                               |                                               |                                               |
| 2021–22 | Petro Atlético                                | Interclube                                    | 3-0                                           | José Neto                                     |                                               |                                               |                                               |                                               |                                               |                                               |
| 2022–23 | Petro Atlético                                | Primeiro de Agosto                            | 3-1                                           | José Neto                                     | [ 16 ]                                        |                                               |                                               |                                               |                                               |                                               |
| 2023–24 | Petro Atlético                                | Interclube                                    | 3-1                                           | Sergio Valdeolmillos                          | [ 2 ]                                         |                                               |                                               |                                               |                                               |                                               |
| 2024–25 | Petro Atlético                                | Primeiro de Agosto                            | 3-1                                           | Sergio Valdeolmillos                          | [ 17 ] [ 18 ]                                 |                                               |                                               |                                               |                                               |                                               |

## Titoli per squadra
La seguente tabella elenca le prestazioni di tutte le squadre che hanno vinto o sono arrivate seconde nella Lega Angolana di Pallacanestro. Nel corso della storia, sei squadre hanno conquistato il campionato angolano.
Il grassetto indica i club che sono ancora attivi nell'Angolan Basketball League.
| Squadra               | Titoli | 2º Posto | Anni vittorie | Anni secondo posto                       |
| --------------------- | ------ | -------- | --- | ---------------------------------------- |
| Primeiro de Agosto    | 19     | 8        | 1981, 1983, 1985, 1986, 1987, 1988, 1991, 2000, 2001, 2002, 2003, 2004, 2005, 2008, 2009, 2010, 2013, 2016, 2018 | 2006, 2007, 2011, 2012, 2014, 2023, 2025 |
| Petro Atlético        | 18     | 6        | 1989, 1990, 1992, 1993, 1994, 1995, 1998, 1999, 2006, 2007, 2011, 2015, 2019, 2021, 2022, 2023, 2024, 2025       | 2000, 2001, 2003, 2004, 2008, 2009, 2017 |
| Libolo                | 3      | 5        | 2012, 2014, 2017                                                                                                 | 2010, 2011, 2013, 2015, 2016             |
| ASA                   | 3      | 0        | 1980, 1996, 1997                                                                                                 | -                                        |
| Sporting de Luanda    | 2      | 0        | 1982, 1984 | -                                        |
| Ferroviario de Luanda | 1      | 0        | 1979 | -                                        |
| Interclube            | 0      | 5        | - | 2002, 2005, 2021, 2022, 2024             |